# Bill Lee
Bill Lee (hay William Byron Lee, sinh ngày 9 tháng 10 năm 1959) là một doanh nhân và chính trị gia người Mỹ. Ông hiện là Thống đốc thứ 50 của tiểu bang Tennessee từ năm 2019. Từ cuộc tổng tuyển cử Tennessee 2018, ông đã vận động tranh cử với tư cách là một đảng viên theo định hướng kinh doanh của Đảng Cộng hòa. Trước khi bước vào chính trường, ông đã giữ nhiều chức vụ khác nhau tại Công ty Lee, một doanh nghiệp gia đình thừa kế.
Bill Lee là một chính trị gia bảo thủ xã hội phe Cộng hòa. Ông phản đối quyền phá thai, ủng hộ loại trừ các cặp vợ chồng đồng giới nhận con nuôi; phản đối việc mở rộng Tenncare bởi Obamacare; ủng hộ nỗ lực mở rộng băng thông rộng đến các vùng nông thôn và mở rộng các chương trình giáo dục nghề nghiệp. Bill Lee và Thống đốc Alabama Kay Ivey đều thuộc Đảng Cộng hòa, từng là cựu sinh viên Đại học Auburn.

## Xuất thân và thời kỳ đầu
Bill Lee sinh ra và lớn lên tại thành phố Franklin, quận Williamson, Tennessee, Hoa Kỳ. Gia đình ở Trang trại Triple L, một trang trại chăn nuôi gia súc chủ yếu là bò Hereford rộng 1.000 mẫu Anh (400 ha) từ thời ông bà. Ông thuộc thế hệ thứ bảy của gia đình. Sau khi tốt nghiệp Trường Trung học Franklin ở quê nhà, ông tới Auburn, Alabama theo học Đại học Auburn vào năm 1977 và tốt nghiệp năm 1981, với bằng Cử nhân Kỹ thuật cơ khí. Ở trường đại học, ông là thành viên của nhóm huynh đệ Kappa Alpha Order. Sau khi tốt nghiệp, ông trở về quê nhà Tennessee, được bổ nhiệm làm Chủ tịch kiêm Giám đốc điều hành của công ty xây dựng và dịch vụ gia đình của gia đình ông, Lee Company, giữ chức vụ này từ năm 1992 đến năm 2016.

## Thống đốc Tennessee

### Tranh cử
| “                       | Tôi không phải là một chính trị gia. Tôi là một nông dân chăn nuôi gia súc, một doanh nhân, một người cha, người ông, và một người Tennessee thế hệ thứ bảy. | ” |
| —Bill Lee, lời tự nhận. | |   |

Vào tháng 4 năm 2017, Bill Lee tuyên bố ứng cử vào cuộc tổng tuyển cử năm 2018 cho chức vụ Thống đốc Tennessee. Ông là một chính trị gia theo Chủ nghĩa bảo thủ xã hội, hướng tới các Đảng viên Cộng hòa ủng hộ doanh nghiệp. Trong cuộc bầu cử sơ bộ của Đảng Cộng hòa, ông đã tranh cử với Hạ nghị sĩ Diane Black, doanh nhân Knoxville và cựu Ủy viên Kinh tế và Phát triển Tennessee Randy Boyd, cùng Chủ tịch Hạ viện Tennessee Beth Harwell. Ông đã giành chiến thắng trong cuộc bầu cử sơ bộ ngày 2 tháng 8 với 291.414 phiếu bầu (36,8%) so với 193.054 phiếu bầu của Randy Boyd (24,3%), 182.457 của Diane Black (23,0%) và 121.484 của Beth Harwell (15,3%). Tại cuộc tổng tuyển cử ngày 6 tháng 11, Bill Lee đã đánh bại ứng cử viên Đảng Dân chủ, cựu Thị trưởng Nashville Karl Dean, với tỷ lệ 59,5–38,5%.

### Nhiệm kỳ

#### Chính sách phe Cộng hòa

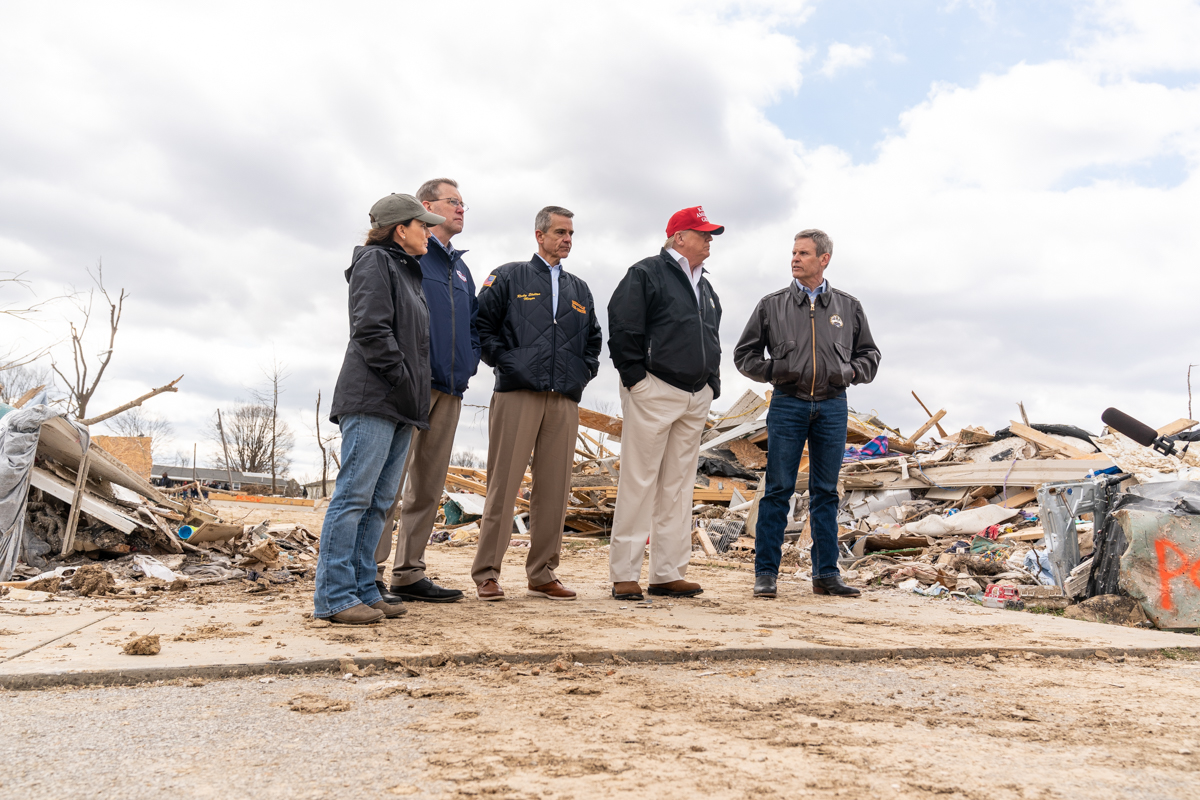
Bill Lee và Tổng thống Donald Trump khảo sát thiên tai ở Cookeville năm 2020.

Bill Lee tuyên thệ nhậm chức vào ngày 19 tháng 1 năm 2019. Ông đã ban hành năm lệnh điều hành trong hai tháng đầu tiên nắm quyền, trong đó có: lệnh giải quyết các quận nông thôn khó khăn về kinh tế ở Tennessee; lệnh giải quyết vấn đề không phân biệt đối xử trong việc làm. Với tư cách là Thống đốc, ông ủng hộ và thực hiện những chính sách của phe Cộng hòa, như: từ chối các đề xuất mở rộng Đạo luật Bảo vệ Bệnh nhân và Chăm sóc Sức khỏe Hợp túi tiền TennCare, chương trình Medicaid của tiểu bang; ủng hộ đạo luật được đưa ra tại Hội đồng Lập pháp Tennessee để cấm phá thai sớm nhất là khi thai được sáu tuần, mâu thuẫn với án lệ Roe v. Wade của Tòa án Tối cao. Vào tháng 2 năm 2019, ông đề xuất ngân sách cho năm tài chính 2020 bao gồm việc bãi bỏ thuế giải trí 10% mà Tennessee đánh vào các phòng tập thể dục, trung tâm thể dục và câu lạc bộ sức khỏe. Ông lập luận rằng thuế không khuyến khích Tennesseans hoạt động thể chất, nếu được ban hành, việc bãi bỏ sẽ làm giảm doanh thu của tiểu bang khoảng 10 triệu USD.
Về giáo dục: ngày 4 tháng 3 năm 2019, Bill Lee đã có bài phát biểu đầu tiên trước Hội đồng Lập pháp Tennessee, nói về kế hoạch của mình cho tương lai và tuyên bố rằng: Tennessee có thể và nên lãnh đạo quốc gia. Sau đó, ông gửi một bài diễn văn tới Tây Tennessee tại Đại học Memphis về việc đề xuất thành lập thêm các trường bán công và công lập, tạm thời khôi phục các bài đánh giá trên giấy cho các học sinh tham gia kỳ thi TNReady, một bài đánh giá hàng năm trên toàn tiểu bang. Ông đã ký thành luật một chương trình phiếu thưởng học đường cung cấp quỹ công cho các gia đình để họ có thể gửi con cái của mình đến các trường tư thục, có hiệu lực vào đầu năm tài chính 2020 – 2021, nhưng chương trình này sau đó đã bị phán quyết là vi hiến. Ông đã ký thành luật House Bill 1158, một dự luật về an toàn trường học kêu gọi các cùng giáo dục chính trên toàn tiểu bang thành lập một nhóm đánh giá mối đe dọa. Vào ngày 3 tháng 2 năm 2020, Bill Lee đã có bài phát biểu thường niên lần thứ hai trước Hội đồng Lập pháp. Trong bài phát biểu, ông vạch ra tầm nhìn của mình cho tiểu bang, đề xuất khoản đầu tư 117 triệu USD để tăng lương cho giáo viên. Ông tiếp tục gửi bài diễn văn thường niên thứ hai tới Tây Tennessee tại Trường Lane ở Jackson, Tennessee, phát biểu đề xuất đầu tư 70 triệu USD để trang bị cho giáo viên nâng cao chuyên môn, tài liệu và các công cụ khác để giúp tăng tỷ lệ biết chữ của bang.
Về LGBT: ông ký thành luật một giải pháp đảm bảo tiếp tục tài trợ cho các cơ quan nhận nuôi và chăm sóc nuôi dưỡng dựa trên tín ngưỡng, ngay cả khi họ loại trừ các gia đình LGBT và những người khác dựa trên tín ngưỡng tôn giáo. Những người ủng hộ biện pháp này cho rằng các lệnh này là cần thiết để bảo vệ chống lại các vụ kiện tiềm tàng thù địch với niềm tin tôn giáo của nhóm. Đáp lại luật này, Amazon tuyên bố không ủng hộ, rút các việc làm tại Nashville, Tennessee, phản đối các luật phân biệt đối xử hoặc khuyến khích phân biệt đối xử. Để giải thích lý do tại sao ký dự luật, Bill Lee phát biểu rằng dự luật tập trung vào việc bảo vệ quyền tự do tôn giáo. Về sinh sản: Bill Lee đề xuất dự luật nhịp tim (heartbeat bill), theo đó sẽ cấm phá thai khi tim thai xuất hiện, tương tự như luật cấm phá thai ở các bang phe Cộng hòa khác. Ông nói rằng dự luật là một bước tiến lớn trong việc trân trọng và bảo vệ sự sống. Bill Lee tuyên bố ủng hộ luật cho phép những người sở hữu súng hợp pháp từ 21 tuổi trở lên mang súng cầm tay mà không cần giấy phép. Ông cho rằng đạo luật này nhằm tăng cường tự do cho các công dân tuân thủ luật pháp và thực hiện các hình phạt khắc nghiệt hơn đối với tội phạm.

#### Sự kiện Tennessee

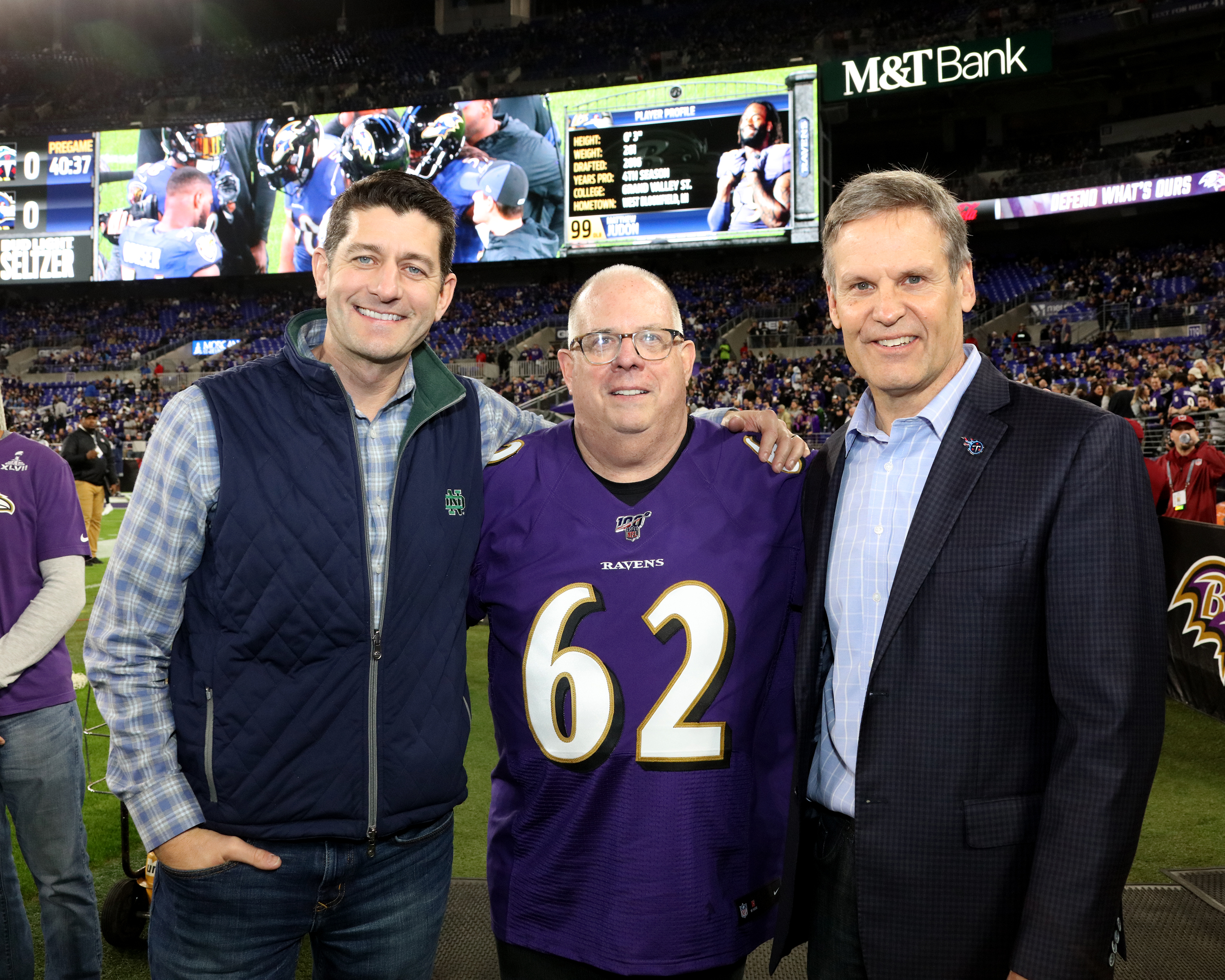
Cựu Chủ tịch Hạ viện Paul Ryan, Thống đốc Maryland Larry Hogan và Bill Lee năm 2020.

Tháng 3 năm 2020, một loạt cơn lốc xoáy đã đổ xuống Tennessee, khiến 25 người thiệt mạng và 150 người bị thương, ông đã tiến hành khảo sát thiệt hại ở Nashville, thăm Germantown và Đại học Bang Tennessee; khảo sát thiệt hại ở Cookeville cùng Tổng thống Donald Trump để hỗ trợ phục hồi sau thiên tai. Vào ngày 5 tháng 3 năm 2020, Đại dịch COVID-19 bắt đầu khởi đầu ở Tennessee khi một ca đầu tiên xuất hiện ở hạt Williamson. Để đối phó với số lượng ngày càng tăng các trường hợp COVID-19, Bill Lee đã ban hành Lệnh hành pháp số 14, tuyên bố tình trạng khẩn cấp ở Tennessee cho đến ngày 11 tháng 5 để tạo điều kiện thuận lợi cho việc điều trị và ngăn chặn COVID-19. Ông kêu gọi các khu vực giáo dục chính đóng cửa đến hết tháng 3 để ngăn chặn dịch bệnh lây lan thêm, công bố kế hoạch mở rộng các địa điểm thử nghiệm, xét nghiệm COVID-19 từ xa trên toàn tiểu bang.
Sau vụ giết chết George Floyd khi anh ta bị giam giữ ở Minneapolis, Bill Lee lên án các sĩ quan có liên quan, nói rằng sự tàn bạo của cảnh sát không phải là hành pháp. Một cuộc biểu tình liên quan được tổ chức ở Nashville, gây hư hại Tòa án Hạt Davidson. Để đáp lại cuộc biểu tình, ông đã triệu tập Lực lượng Vệ binh Quốc gia huy động ở Nashville, tuyên bố biểu tình mang tính bạo loạn, bất hợp pháp. Vào ngày 20 tháng 8 năm 2020, Bill Lee đã ký thành luật một dự luật tăng mức độ nghiêm trọng của hình phạt đối với một số tội liên quan đến biểu tình. Đáng chú ý nhất, luật phân loại lại việc cắm trại biểu tình bên ngoài thủ phủ của tiểu bang từ tội nhẹ sang trọng tội có thể bị phạt tới sáu năm tù. Việc phân loại lại này có nghĩa là bất kỳ ai bị kết án về hành vi này cũng sẽ mất quyền bầu cử. Vào tháng 9, ông đã hỗ trợ một phái đoàn Tennessee đến Bắc Kinh để tăng cường liên kết thương mại và kinh tế giữa tiểu bang với Cộng hòa Nhân dân Trung Hoa.
Về lịch sử: ngày 7 tháng 7 năm 2019, Bill Lee ký lệnh công bố Ngày Nathan Bedford Forrest, kỷ niệm một nhà lãnh đạo ban đầu của Ku Klux Klan. Vào ngày 22 tháng 2 năm 2020, ông đã ký một dự luật đặt biệt danh chính thức của Tennessee là Bang tình nguyện (Volunteer State). Cái tên này bắt nguồn từ thời Chiến tranh năm 1812, khi Tennessee cử 1.500 lính tình nguyện tham chiến. Về lao động: Bill Lee đã ký một lệnh điều hành cho phép các công chức nghỉ phép có lương ba tháng để người chăm sóc người thân bị ốm, có hiệu lực vào ngày 1 tháng 3 năm 2020. Vào ngày 3 tháng 9 năm 2020, ông tuyên bố rằng sẽ tranh cử nhiệm kỳ thứ hai trong năm 2022.

## Đời tư
Bill Lee sống ở Fernvale, quận Williamson, Tennessee với người vợ thứ hai, Maria Lee, hai người anh kết hôn vào tháng 10 năm 2008. Người vợ đầu tiên của ông là Carol Ann Lee, qua đời năm 2000 trong một tai nạn khi cưỡi ngựa. Sau khi bà qua đời, ông đã nghỉ việc ở công ty xây dựng của mình để nuôi dạy bốn đứa con là Sarah Kate Lee, Jessica Lee Stowell, Caleb Lee và Jacob Lee. Ông sinh hoạt tại Nhà thờ Grace Chapel ở Leiper's Fork. Bill Lee trước đây từng là thành viên hội đồng quản trị của Đại học Belmont, chủ tịch YMCA của Trung Tennessee, Chủ tịch Hiệp hội Nhà xây dựng và Nhà thầu Tennessee (ABC).

## Lịch sử tranh cử
| Tổng tuyển cử Thống đốc Tennessee 2018 | Tổng tuyển cử Thống đốc Tennessee 2018 | Tổng tuyển cử Thống đốc Tennessee 2018 | Tổng tuyển cử Thống đốc Tennessee 2018 | Tổng tuyển cử Thống đốc Tennessee 2018 | Tổng tuyển cử Thống đốc Tennessee 2018 |
| Đảng                                   | Đảng                                   | Ứng cử viên                            | Số phiếu                               | %                                      | ±                                      |
| -------------------------------------- | -------------------------------------- | -------------------------------------- | -------------------------------------- | -------------------------------------- | -------------------------------------- |
|                                        | Cộng hòa                               | Bill Lee                               | 1.336.106                              | 59,56%                                 | -10,75%                                |
|                                        | Dân chủ                                | Karl Dean                              | 864.863                                | 38,55%                                 | +15,71%                                |
| Tổng số phiếu                          | Tổng số phiếu                          | Tổng số phiếu                          | 2,243,294                              | 98,11%                                 |                                        |
|                                        | Cộng hòa Giữ ghế                       |                                        |                                        |                                        |                                        |